# Język maria (drawidyjski)
Język maria – język drawidyjski używany w Indiach przez ok. 165 tys. osób (2000).
W użyciu są też języki halbi i hindi.
Jest zapisywany pismem dewanagari.